# Geyve
Geyve ist eine Stadtgemeinde (Belediye) im gleichnamigen Ilçe (Landkreis) der Provinz Sakarya und gleichzeitig eine Gemeinde der 2000 geschaffenen Büyüksehir belediyesi Sakarya (Großstadtgemeinde/Metropolprovinz) in der Türkei. Seit der Gebietsreform 2013 ist die Gemeinde flächen- und einwohnermäßig identisch mit dem Landkreis. Geyve liegt etwa 30 Kilometer südlich des Zentrums der Provinzhauptstadt Adapazarı, im Süden der Provinz. Die im Stadtlogo vorhandene Jahreszahl (1839) dürfte auf das Jahr der Ernennung zur Stadtgemeinde (Belediye) hinweisen.
Er grenzt im Westen an Pamukova, im Norden an Sapanca und Arifiye, im Nordosten an Karapürçek, im Südosten an Taraklı und im Süden an die Provinz Bilecik. Im Ort Geyve trifft die D 150, die aus Taraklı kommt, auf die Fernstraße D 650, die von Antalya am Mittelmeer über Burdur, Afyonkarahisar und Kütahya kommend bis nach Karasu am Schwarzen Meer verläuft. Sie folgt dem Verlauf des Flusses Sakarya durch den Landkreis, der weiter nördlich ins Schwarze Meer mündet. Sein Tal trennt die Gebirgszüge der Samanlı Dağları im Westen und der Kapıorman Dağları im Osten.
Der Kreis bzw. sein Vorgänger (Kaza) existierte schon bei Gründung der Türkischen Republik 1923. (Bis) Ende 2012 bestand er aus der Kreisstadt, der Stadtgemeinde (Belediye) Alifuatpaşa sowie 66 Dörfern (Köy), die während der Verwaltungsreform 2013 in Mahalle (Stadtviertel, Ortsteile) überführt wurden. Die sieben existierenden Mahalle der Kreisstadt blieben erhalten. Den Mahalle steht ein Muhtar als oberster Beamter vor.
Ende 2020 lebten durchschnittlich 687 Menschen in jedem dieser 73 Mahalle, im bevölkerungsreichsten 7.863 Einw. (Tepecikler Mah.).

## Persönlichkeiten
- Aykut Kocaman (* 1965), Fußballspieler und -trainer